# Низник, Стефани
Сте́фани Линн Ни́зник (англ. Stephanie Lynne Niznik; 20 мая 1967, Бангор, Мэн, США — 23 июня 2019, Энсино, Калифорния, США) — американская актриса

.

## Биография и карьера
Стефани Линн Низник родилась 20 мая 1967 года в Бангоре (штат Мэн, США), став старшим ребёнком в семье. У неё был младший брат Дэвид. Она была отличницей и студенткой по обмену, стипендиатом Национальной программы стипендий за заслуги и получала стипендию Анджера Б. Дьюка в Университете Дьюка. Она была приглашена для участия в летней программе генетических исследований в лаборатории Джексона. Её целью было стать генетиком, но в итоге она решила заняться актёрским мастерством. Она с отличием окончила Университет Дьюка в Дареме, штат Северная Каролина, получив степень по театральному мастерству и русскому языку.
С 1994 по 2009 год Низник сыграла в 38-ми фильмах и телесериалах. Она была наиболее известна по роли Нины Фини в телесериале «Любовь вдовца». Среди других работ Низник на телевидении гостевые роли в таких сериалах, как «Доктор Куин, женщина-врач», «Профайлер», «Скользящие», «Военно-юридическая служба», «Фрейзер», «Эпоха», «Звёздный путь: Энтерпрайз», «Пропавший» и «Диагноз: убийство». Также сыграла одну из основных ролей в боевике 1995 года «Исчезающий сын» и драме 2007 года «Дикая жизнь». Она также появилась в фильмах «Звёздный путь: Восстание» и «Райское наслаждение», а также телесериале «Остаться в живых».
В 2008 году Низник стала одним из соучредителей «Four Winds Heart-Centered Healing».
Низник скончалась 23 июня 2019 года в Энсино, штат Калифорния, через месяц после своего 52-летия. Согласно отчёту коронера Лос-Анджелеса, смерть наступила в результате хронической болезни печени и хронического употребления алкоголя. У неё остались мать, отчим, брат и многочисленные родственники. На момент смерти жила с двумя собаками — Нуклеусом и Джейком.

## Избранная фильмография
| Год       |    | Русское название                  | Оригинальное название     | Роль                      |
| --------- | -- | --------------------------------- | ------------------------- | ------------------------- |
| 1994      | ф  | Райское наслаждение               | Exit to Eden              | Дайана                    |
| 1995      | с  | Отступник                         | Renegade                  | Лори Хэйес                |
| 1995      | с  | Она написала убийство             | Murder, She Wrote         | Дори Сондерс              |
| 1996      | ф  | Дорогой Боженька                  | Dear God                  | Эманда Мэн                |
| 1996      | с  | Часовой                           | The Sentinel              | Мэгги Брайс               |
| 1997      | с  | Доктор Куин, женщина-врач         | Dr. Quinn, Medicine Woman | Роуз                      |
| 1997      | с  | Скользящие                        | Sliders                   | Дебра Кэрбол              |
| 1997      | с  | Военно-юридическая служба         | JAG                       | лейтенант «Хобо» Грин     |
| 1998      | с  | Профайлер                         | Profiler                  | Сьюзан Мосс               |
| 1998      | ф  | Звёздный путь: Восстание          | Star Trek: Insurrection   | Перим                     |
| 1998—2000 | с  | Диагноз: убийство                 | Diagnosis: Murder         | Кейтлин Суини / Лора Кейн |
| 1999      | с  | Детектив Нэш Бриджес              | Nash Bridges              | Райли Паркер              |
| 1999      | ф  | Где угодно, только не здесь       | Anywhere But Here         | официантка                |
| 2001      | тф | Эпоха                             | Epoch                     | доктор К. С. Чабан        |
| 2001      | тф | Пауки 2                           | Spiders 2                 | Алекс                     |
| 2002      | с  | Звёздный путь: Энтерпрайз         | Star Trek: Enterprise     | Призрак                   |
| 2002—2008 | с  | Любовь вдовца                     | Everwood                  | Нина Фини                 |
| 2007      | с  | Анатомия страсти                  | Grey's Anatomy            | Кэрол                     |
| 2007      | с  | Пропавший                         | Traveler                  | Кейт                      |
| 2008      | с  | C.S.I.: Место преступления Майами | CSI: Miami                | Дебора Рэдли              |
| 2008      | с  | Элай Стоун                        | Eli Stone                 | Делия Слейтер             |
| 2009      | с  | Морская полиция: Спецотдел        | NCIS                      | Шэрон Беллоуз             |
| 2009      | с  | Остаться в живых                  | Lost                      | доктор Эвелин Ариза       |